# Conospermum canaliculatum
Conospermum canaliculatum är en tvåhjärtbladig växtart. Conospermum canaliculatum ingår i släktet Conospermum och familjen Proteaceae.

## Underarter
Arten delas in i följande underarter:
- C. c. apiculatum
- C. c. canaliculatum